# Строганов, Семён Аникеевич
Семён Анике́евич Стро́ганов (ок. 1540 — 22 октября 1586, Сольвычегодск) — крупный русский промышленник и купец.

## Биография
Сын сольвычегодского промышленника и купца Аникея Фёдоровича Строганова        (1488—1570) и Софии Андреевны Бакулевой (1509—1567). Старшие братья — Яков и Григорий Строгановы.
В 1559 году Аникей Строганов вместе с старшими сыновьями Яковом и Григорием переехал из Сольвычегодска на пожалованные земли в Перми Великой, а Семён, оставшись в сольвычегодских владениях, самостоятельно и с успехом продолжал вести обширное хозяйство, управлять землями и варить соль, лишь изредка навещаемый отцом. Последний в 1567 году вновь вернулся в Сольвычегодск, но за старостью в дела сына не вмешивался, к тому же прожил здесь недолго, вскоре приняв монашеский сан.
В 1570—1571 годах, уже после смерти отца, между Семёном, с одной стороны, и его старшими братьями, Яковом и Григорием, с другой возникла вражда, которая с течением времени настолько обострилась, что в 1573 году была доведена до царского суда. Каковы были вызвавшие её причины, остаётся невыясненным, но, по царскому указу от 29 июня того же года, Семён Аникеевич был признан виновным и «за воровство» выдан братьям головой «со всеми животами, людьми и запасами» на управляемой им части родового имения.

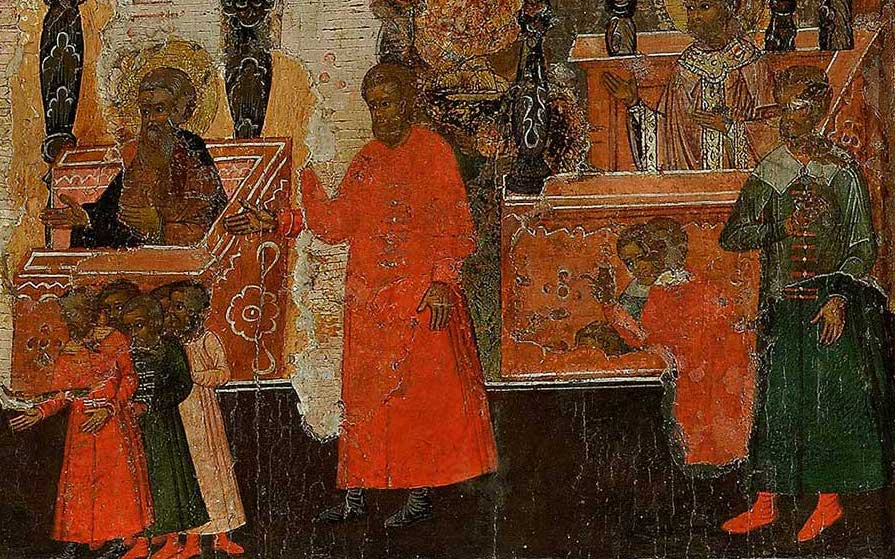
Изображение семьи Строгановых на иконе "Иже херувимы". Справа с рукой на груди изображён Никита Григорьеви Строганов, вкладчик иконы. Посередине стоит Семён Аникеевич перед Симеоном Столпником

По одним сведениям, он вслед за этим был даже устранён от управления сольвычегодскими вотчинами, по другим — после царского решения смирился, братья же вполне удовлетворились осуждением его, помирились с ним и оставили его в Сольвычегодске при прежних полномочиях.
В 1577 году после смерти своих старших братьев, Якова и Григория, Семён Аникеевич Строганов принял участие в разделе родовых владений и получил свою долю. Он получил городки на левом берегу рек Чусовая и Сылва, а его племянник Максим Яковлевич — строгановские вотчины по правому берегу р. Чусовой.
В декабре того же года Семён Аникеевич «полюбовно» разделил со своими племянниками Максимом Яковлевичем и Никитой Григорьевичем дворы в Москве, Калуге, Переяславле-Залесском и Вологде, а также дворовых людей — «полонных немцев и литвяков».
В 1579 году, согласно переписи писца И. И. Яхонтова, Семён Аникеевич Строганов вместе с племянником Максимом Яковлевичем владел 3-мя слободами и острогами, 8-ю деревнями, 24-мя починками, одной мельницей, 3 945 четями пашенной земли, 559 четями пашенного леса и 13 489 копнами сена.
В ноябре 1581 года по челобитью Семёна и Максима Строгановых царь Иван Грозный приказал пермскому воеводе, князю И. М. Елецкому, отправить к ним отряд ратных людей для защиты от набегов вогуличей. В декабре того же года царское правительство разрешило Семёну и Максиму Строгановым собрать ратных людей и совершить поход против вогуличей.
Семён Аникеевич Строганов вместе с племянниками Максимом Яковлевичем и Никитой Григорьевичем призвал с Волги атамана Ермака с казацким отрядом и организовал в 1581 году поход на Сибирское ханство.
22 октября 1586 года С. А. Строганов был убит посадскими людьми в Сольвычегодске. Его похоронили в Благовещенском соборе Сольвычегодска.

## Семья и дети
Был дважды женат. Его первую жену звали Стефанида (ум. 1571), её фамилия и происхождение неизвестны. Первый брак был бездетен.
Около 1576 года вторично женился на Евдокии Нестеровны Лачиновой (1561—1638), дочери Нестера Исаевича Лачинова и сестре первого воеводы в Соликамске Иова Нестеровича Лачинова. Дети:
- Семён Старший (ок. 1577 — умер в детстве)
- Семён Меньшой (ок. 1578 — умер в детстве)
- Иван (ок. 1579 — умер в детстве)
- Ирина (ок. 1580 — умерла во младенчестве)
- Андрей (1581—1649)
- Пётр (1583—1639)
- Марфа (ок. 1584—1665), жена с 1606/1608 года будущего боярина Василия Фёдоровича Янова (ок. 1580—1657)
- Евфимия (ок. 1586—1587)